# Овадне (станція)
Ова́дне — проміжна залізнична станція 5-го класу Рівненської дирекції Львівської залізниці на лінії Ковель — Сапіжанка між станціями Турійськ (19 км) та Володимир (10 км). Розташована у селі Овадне Володимирського району Волинської області.

## Історія
Станція Овадне відкрита у 1908 році під час будівництва залізничної лінії Ковель — Володимир.
У грудні 2021 року «Укрзалізниця» розпочала електрифікацію  дільниці Ковель — Ізов — Держкордон. Зокрема, продовжуються роботи на 43-кілометровій ділянці Ковель — Овадне. В ході підготовчого етапу енергетики встановили жорсткі перекладини, консолі, ізолятори, розкочують та монтують несучий дріт. Зв'язківці виконали роботи з монтажу пристроїв СЦБ та зв'язку. Електрифікація цієї дільниці є стратегічно важливою для галузі та держави, адже дозволить суттєво підвищити рівень експортних вантажних перевезень. Зокрема, збільшити вагу вантажних поїздів з 4,6 тис. тонн до 5,5 тис. тонн, підвищити пропускну спроможність дільниці та скоротити терміни доставки вантажів, а ще — на 136,4 млн грн на рік зменшити експлуатаційні витрати залізниці та відчутно (до 12 тис. тонн на рік) зменшити викиди продуктів згоряння в атмосферу.
Станом на 5 січня 2021 року електрифікована 43-кілометрова дільниця Ковель — Ізов — Держкордон.

## Пасажирське сполучення
На станції зупиняються лише приміські поїзди. Поїзд № 142/141 Львів — Бахмут прямує через станцію без зупинки.